# Mistrzostwa Świata w Gimnastyce Artystycznej 1979
9. Mistrzostwa Świata w Gimnastyce Artystycznej odbyły się w dniach od 4 do 5 lipca 1979 roku w Londynie. Medale zdobywały reprezentantki trzech państw: Czechosłowacji, Bułgarii oraz Rosji. Polskę reprezentowały trzy gimnastyczki: 19. w wieloboju Sławomira Sobkowska, 20. Anna Kłos-Sulima oraz 22. Ewa Figeland-Kowalak.

## Tabela medalowa
| Miejsce | Państwo        | Złoto | Srebro | Brąz | Razem |
| ------- | -------------- | ----- | ------ | ---- | ----- |
| 1       | ZSRR           | 4     | 3      | 2    | 14    |
| 2       | Bułgaria       | 3     | 2      | 1    | 7     |
| 3       | Czechosłowacja | 1     | 1      | 2    | 1     |

## Medalistki
| Konkurencja:              | Złoto:                                        | Srebro:                           | Brąz:                           |
| Układy indywidualne       |                                               |                                   |                                 |
| wielobój indywidualnie    | Irina Derjugina                               | Elena Tomas                       | Irina Gabaszwili                |
| ćwiczenia ze skakanką     | Kristina Gurujowa                             | Elena Tomas                       | Iveta Havlíčková Zuzana Záveská |
| ćwiczenia z piłką         | Irina Gabaszwili                              | Iliana Raeva                      | Irina Derjugina                 |
| ćwiczenia z maczugami     | Daniela Bošanská Irina Derjugina Iliana Raeva |                                   |                                 |
| ćwiczenia ze wstążką      | Elena Tomas                                   | Irina Derjugina Kristina Gujurowa |                                 |
| Drużynowe układy zbiorowe |                                               |                                   |                                 |
| Konkurs drużynowy         | ZSRR                                          | Czechosłowacja                    | Bułgaria                        |